# Sankt Örjans kyrka
Sankt Örjans kyrka är en kyrkobyggnad på Örjansberget cirka 100 meter väster om centrum av Skelleftehamn. Den tillhör Skellefteå Sankt Örjans församling i Luleå stift.

## Kyrkobyggnaden
Kyrkan uppfördes 1935 under ledning av byggmästare John Sandberg efter ritningar av arkitekt John Åkerlund. Stommen är av trä och tegel. Sadeltaket är klätt med koppar och har en takryttare i väster. Kyrktornet är 42 meter högt.

## Inventarier
- En väggmålning utförd av Torsten Nordberg 1960
- Offerkista i valnöt som tidigare varit altare i kyrkan
- En träskulptur föreställande Sankt Örjan och draken, gjord 1935 av skulptören Tore Strindberg, Stockholm
- Votivskepp, vanligt förekommande i kyrkor vid kust
- Altartavla
- Orgeln på läktaren har tolv stämmor och är byggd av Åkerman & Lund Orgelbyggeri.  Kororgeln på 23 stämmor är byggd av Grönlunds Orgelbyggeri i Gammelstad.

| Man I. Huvudverk | Man II. Bröstverk (sv) | Pedal              | Koppel |
| ---------------- | ---------------------- | ------------------ | ------ |
| Principal 8'     | Gedackt 8'             | Subbas 16'         | II/I   |
| Rörflöjt 8'      | Principal 4'           | Oktava 8'          | II/P   |
| Oktava 4'        | Rörflöjt 4'            | Gedacktpommer 8'   | I/P    |
| Spetsflöjt 4'    | Blockflöjt 2'          | Koppelflöjt 4'     |        |
| Kvinta 2 2/3'    | Kvinta 1 1/3'          | Rauschkvint 3 chor |        |
| Oktava 2'        | Scharf 3 chor          | Fagott 16'         |        |
| Mixtur 4-5 chor  | Sesquialtera 2 chor    | Skalmeja 4'        |        |
| Trumpet 8'       | Krumhorn 8'            |                    |        |
|                  | Tremulant              |                    |        |